# バイク擬人化菌書
『バイク擬人化菌書』（ばいくぎじんかきんしょ）は、鈴木秀吉による日本の漫画作品。
擬人化したオートバイと人（オーナー）との物語で1話読み切りタイプ。モーターマガジン社の『WebオートバイRIDE』にて2017年7月4日から2021年9月20日まで配信された。『月刊オートバイ』（同社刊）には2017年8月1日より連載が開始され2022年3月1日に連載終了した。スピンオフとして自動車を擬人化した『クルマ擬人化菌書』も2018年1月19日から開始され2018年1月21日まで連載された。

## 書誌情報
- 鈴木秀吉『バイク擬人化菌書』モーターマガジン社〈モーターマガジンムック〉、全8巻
  1. 2017年9月28日発売、ISBN 978-4-86279-451-2
  2. 2018年3月8日発売、ISBN 978-4-86279-458-1
  3. 2018年9月28日発売、ISBN 978-4-86279-479-6
  4. 2019年2月26日発売、ISBN 978-4-86279-485-7
  5. 2019年11月9日発売、ISBN 978-4-86279-507-6
  6. 2020年8月5日発売、ISBN 978-4-86279-527-4
  7. 2022年1月19日発売、ISBN 978-4-86279-576-2
  8. 2022年5月31日発売、ISBN 978-486279-588-5